# باندیکوت خاردار معمولی
باندیکوت خاردار معمولی (نام علمی: Echymipera kalubu) نام یک گونه از سرده باندیکوت خاردار گینه نو است.